# チャールズ・セシル (聖職者)
チャールズ・セシル（英語: Charles Cecil、1695年ごろ – 1737年5月29日/6月15日）は、グレートブリテン王国期のイングランド国教会の聖職者。ブリストル主教（1733年 – 1734年）、バンガー主教（1734年 – 1737年）を務めた。

## 略歴
庶民院議員ロバート・セシル閣下（第3代ソールズベリー伯爵ジェームズ・セシルの次男）と妻エリザベス（アイザック・メイネルの娘、リチャード・ヘイルの未亡人）の息子として生まれた。
1712年10月10日、17歳のときにオックスフォード大学クライスト・チャーチに入学、1719年にB.C.L.の学位を修得した。
1719年10月11日にハットフィールドの教区牧師に就任、以降1737年に死去するまで務めた。1728年にケンブリッジ大学よりD.D.の学位を授与され、1731年にはオックスフォードでの学位に基づきケンブリッジでアド・エウンデム学位が認められた。
1733年にブリストル主教に任命された後、1734年にバンガー主教に転じ、在任中に死去した。没日は1737年5月29日とする文献と、1737年6月15日とする文献が存在する。